# Ayrshire
Ayrshire (Siorrachd Inbhir Àir in lingua gaelica scozzese) è una delle contee tradizionali situata nella zona sud-occidentale della Scozia. La luogotenenza locale è poco più ampia ricomprendendo l’isola di Arran.
La contea dell'Ayrshire ha come principali città Ayr e Kilmarnock. Importante anche la città di Troon (pop. 20 000) situata sulla costa, sede ogni 7 anni del famoso campionato British Open di Golf, compreso il più recente, quello del 2004, che ha attratto nella contea oltre 200 000 visitatori.
Ayrshire è una delle regioni più fertili della Scozia. Qui si coltivano patate, verdura, fragole e si allevano maiali e molti altri capi di bestiame.
Divenne parte della Scozia nell'XI secolo.
Di particolare interesse storico il castello di Turnberry del XIII secolo dove si pensa sia nato Robert I di Scozia, Robert the Bruce.
Storiche sub-regioni dell'Ayrshire sono:
- Distretto di Carrick, Ayrshire
- Distretto di Cunninghame, Ayrshire
- Distretto di Kyle, Ayrshire

Si divide amministrativamente in tre distretti, il North Ayrshire, il South Ayrshire e l’East Ayrshire.
L'aeroporto Internazionale di Prestwick, che serve la città di Glasgow, è localizzato nella contea di Ayrshire.

## Alcuni personaggi famosi nati nell'Ayrshire
- William Murdoch (1754 - 1839), Inventore del gas fluorescente.
- Robert Burns (Alloway 1759-1796), poeta
- John Dunlop, (Dreghorn 1840-1921), inventore.
- Sir Alexander Fleming (Lochfield 1881-1955), scoprì la penicillina
- William Wallace (Ellerslie c1270-1305), uno dei più importanti eroi nazionali scozzesi
- Robert the Bruce, probabilmente nato nel castello di Turnberry.